# Gorzanowice
Gorzanowice (niem. Ober Hohendorf) – wieś w Polsce położona w województwie dolnośląskim, w powiecie jaworskim, w gminie Bolków, na Pogórzu Kaczawskim w Sudetach.

## Podział administracyjny
| SIMC    | Nazwa | Rodzaj     |
| ------- | ----- | ---------- |
| 0189374 | Jeżów | przysiółek |

W latach 1975–1998 miejscowość administracyjnie należała do województwa jeleniogórskiego.

## Historia
Od 1 stycznia 1809 wieś znajdowała się w majątku rodziny von Hoyos (Górne Gorzanowice do roku 1932). Majątek ten wniosła do rodziny Maria Theresia von Hoyos (1781–1862) domu von Schlabrendorff, małżonka hr. Ernsta Hoyos-Sprintzenstein władcy zamków Gutenstein i Hohenberg. Dolne Gorzanowice od roku 1830 były w majątku rodziny Scholz.
W roku 1933 wieś liczy 210 mieszkańców, 6 lat później (1939) jest ich 186. Na przełomie stycznia i lutego 1945 wieś opuściła grupa około 20 kobiet z dziećmi oraz ludzi, którzy po bombardowaniach znaleźli tutaj schronienie. Po eksplozji na terenie wsi kilku pocisków 8 maja 1945 r. pozostali mieszkańcy ewakuowali się w stronę Płoniny.
W roku 1946 rozpoczęły się przymusowe wysiedlenia ludności niemieckiej. Około 100 osób opuściło wieś 23 lipca 1946 razem z mieszkańcami Świn i Wolbromka byli eskortowani do Jawora, z tamtą zostali przetransportowani do Brakel w Westfalii. Drugi transfer miał miejsce jesienią, 40 mieszkańców osiedlono na terenie Brunszwiku.

## Szlaki turystyczne
- czerwony – Szlakiem Zamków prowadzący z Bolkowa do Bolkowa przez wsie: Wolbromek, Kłaczyna, Świny, Gorzanowice, Jastrowiec, Lipa, Muchówek, Radzimowice, Mysłów, Płonina, Pastewnik Górny, Wierzchosławice.